# Leumundszeuge
Ein Leumundszeuge tritt vor einem Gericht, einer Behörde oder einer anderen maßgeblichen Stelle auf, um zur Person eines Verfahrensbeteiligten auszusagen und ein (zumeist positives) Zeugnis über dessen Leumund abzulegen. Dabei wird ohne direkten Bezug zu bestimmten prozessrelevanten Tatsachen eine Wertäußerung über die Persönlichkeit eines Menschen abgegeben. Durch die Bestätigung der Unbescholtenheit, der sozialen Wertschätzung, des guten Rufes oder des Ansehens der betroffenen Person soll in der Regel auf einen für diese günstigen Ausgang des Verfahrens hingewirkt werden. Dies kann etwa im Sinne der Entlastung eines Angeklagten im Strafprozess, der Gesamtwürdigung eines Strafgefangenen, der Bestätigung der Glaubwürdigkeit eines Zeugen oder der Bekräftigung der Eignung eines Bewerbers um ein öffentliches oder geistliches Amt geschehen. Im Zivilprozess verspricht sich die einen Leumundszeugen anführende Partei dadurch eine Verbesserung ihrer Chancen, den Rechtsstreit für sich zu entscheiden. Häufig werden Leumundszeugen in Sorgerechtsprozessen bestellt, in denen beispielsweise um den Umgang mit einem Kind respektive die Herausgabe eines Kindes gestritten wird.
In Deutschland muss der Leumundszeuge in der Strafverhandlung vom Gericht persönlich vernommen und das Zeugnis darf nicht verlesen werden (§ 256 StPO).
Als Leumundszeugnis bezeichnete man früher auch ein Führungszeugnis, aus dem hervorging, dass nichts Nachteiliges gegen den Betroffenen vorlag.